# Agropelter

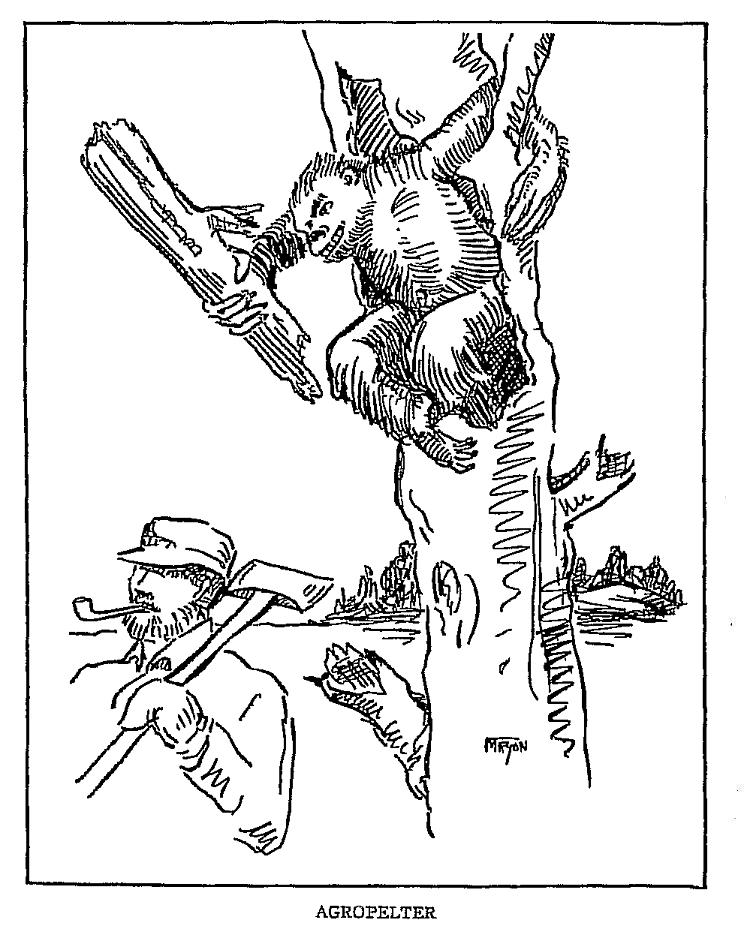
Agropelter

Agropelter (Anthrocephalus craniofractens) là một sinh vật đáng sợ sống trong các cây rỗng của rừng hạt trần từ Maine đến Oregon. Từ vị trí thuận lợi này, sinh vật sẽ chờ đợi một người không cẩn thận và ném các mảnh và cành cây bằng gỗ vào kẻ xâm nhập. Một số người đã mô tả sinh vật này nhanh đến mức chưa từng thấy. Một tài liệu tham khảo mô tả sinh vật này có "thân hình mảnh mai, có dây, khuôn mặt phản diện của loài vượn, và cánh tay như những đòn roi cơ bắp, nhờ đó nó có thể bẻ gãy cành cây chết và ném chúng vào không khí như đạn từ một khẩu súng sáu inch."
Đàn con của sinh vật này thường sinh ngày 29 tháng 2 và luôn đến với số lẻ. Chúng bị đổ lỗi cho sự biến mất của người dân trong các khu rừng phía Bắc. Khi lâm tặc chết vì cành cây rơi trúng đầu, người khai thác nông sản bị đổ lỗi vì đã ném những cành cây đó. Một tài liệu tham khảo khác mô tả sinh vật này có "đầu của một con khỉ đột hoặc một số loài vượn đáng sợ khác, nhưng có bộ lông đầy đủ, và cơ thể của nó giống như của một con gấu đang nằm dài, đang chết đói."
Trong một câu chuyện, một con agropelter đã bắt cóc một nhà khảo sát tiên phong và cho anh ta ăn cá sống cho đến khi anh ta trốn thoát.